# ناحیه سینه‌یوکی
ناحیه سینِه‌یوکی زیرمجموعه‌ای از اوستروبوتنیای جنوبی و یکی از ناحیه‌ها در فنلاند از سال ۲۰۰۹ است.

## شهرداری‌ها
| نشان ملی          | شهرداری             |
| ----------------- | ------------------- |
| Ilmajoen vaakuna  | ایلمایوکی (شهرداری) |
| Isokyrön vaakuna  | ایسوکورو (شهرداری)  |
| Kauhavan vaakuna  | کاوهاوا (شهر)       |
| Kurikan vaakuna   | کوریکا (شهر)        |
| Lapuan vaakuna    | لاپوا (شهر)         |
| Seinäjoen vaakuna | سینه‌یوکی (شهر)      |